# Equity Premium Puzzle
Das Equity Premium Puzzle (zu deutsch Wertpapieraufschlagrätsel oder Aktienprämienrätsel) ist ein 1985 von Rajnish Mehra and Edward C. Prescott veröffentlichtes Paradoxon, welches auf Finanzmärkten auftritt. Es besteht, gemäß ökonomischer Theorie, ein übermäßig hoher Unterschied zwischen den Renditen aus risikobehafteten Wertpapieren (vor allem Aktien) und solchen, die als relativ sicher gelten (z. B. Staatsanleihen). Obgleich die ökonomische Theorie die Existenz eines Unterschieds zwischen diesen beiden Kategorien von Wertpapieren aufgrund der Annahme der Risikoaversion voraussagt, steht dessen Ausmaß mit theoretischen Voraussagen im Widerspruch.

## Empirische Daten
Empirische Untersuchungen ergaben, dass der Unterschied zwischen den Renditen aus risikobehafteten und sicheren Wertpapieren im Durchschnitt etwa 3 bis 4 Prozentpunkte beträgt. Übertragen auf das traditionelle ökonomische Modell der Risikoaversion würde das bedeuten, dass ein durchschnittliches Individuum indifferent ist zwischen einer sicheren Auszahlung von 51.209 Dollar einerseits und einer 50/50-Lotterie andererseits, in der die möglichen Erträge 50.000 und 100.000 Dollar betragen. Dies ist deutlich extremer als das normalerweise beobachtbare menschliche Verhalten und nur durch die Risikoaversion nicht mehr zu erklären.

## Erklärungsansätze
Es wurden viele Ansätze zur Erklärung des Equity Premium Puzzle vorgelegt, deren gemeinsames Ziel ist, die empirischen Beobachtungen in Bezug auf den Risikoaufschlag bei Wertpapieren mit der ökonomischen Theorie in Einklang zu bringen.

### Risiko- und Verlustaversion
Eine Kategorie von Erklärung versucht, die theoretische Modellierung von Risikoaversion umzudeuten bzw. zu erweitern, sodass das Equity Premium Puzzle nicht mehr paradox erscheinen würde. Zu dieser Kategorie gehören u. a. Versuche, den Nutzen von Investoren von anderen Parametern als gewöhnlich abhängig zu modellieren. Ein ähnlicher Ansatz ist die Einführung des Begriffs Verlustaversion – nach ihm sollen Menschen besonders stark an Werte gebunden sein, die sie bereits besitzen, und folgerichtig deren Verlust sehr stark gewichten. Beide Ansätze sprengen den Rahmen der neoklassischen Theorie.

### Transaktionskosten
Eine von Gregory Mankiw und Stephen Zeldes vorgeschlagene Interpretation des Equity Premium Puzzle betont die Tatsache, dass die meisten Menschen nicht auf Finanzmärkten aktiv sind – aufgrund von nicht näher bestimmten Transaktionskosten. Somit verliert das Standardmodell des repräsentativen Agenten, das in der Finanzökonomik eingesetzt wird, sein Vermögen, die Realität korrekt abzubilden. So gesehen wäre das Equity Premium Puzzle bloß die Folge der unbegründeten Anwendung dieses Modells.

### Erwartungshypothese bei schockartigen Finanzkatastrophen
Einige Ökonomen, unter ihnen Robert Barro und Martin Weitzman, schlugen die folgende Interpretation vor: Da die Finanzmärkte in ihrer heutigen Form ein relativ neues Phänomen sind, könnte es sein, dass ein rationaler Akteur häufigere Zusammenbrüche auf diesen Märkten erwartet, als man sie historisch bisher beobachten konnte. Damit wäre das von den Marktakteuren subjektiv wahrgenommene Risiko von Investitionen in Aktien usw. höher, als man auf Grundlage von Zeitreihendaten zu Finanzmarktentwicklung erwarten würde. Benoît Mandelbrot argumentiert in seinem Buch Fraktale und Finanzen, dass die Abweichung damit begründbar sei, dass Aktienmärkte keiner Normalverteilung, sondern einer Heavy-tailed-Verteilung folgen würden, wodurch Extremverluste wesentlich wahrscheinlicher sind, als in den Standardtheorien angenommen wird. Die gesteigerte Möglichkeit eines substantiellen Verlusts oder finanziellen Ruins rechtfertige daher den höheren Ertrag.

### Lernende Investoren
Der Risikoaufschlag auf risikobehaftete Wertpapiere war laut empirischen Untersuchungen am Anfang des 20. Jahrhunderts höher und sank mit der Zeit allmählich. Das lege laut manchen Ökonomen eine Erklärung des Equity Premium Puzzle nahe, die auf der Annahme basiert, dass Menschen lernen müssen, mit neuen gesellschaftlichen Konstrukten umzugehen. Demzufolge brauchten Finanzakteure ein Jahrhundert, um die wahren Parameter der statistischen Verteilung von Wertpapierkursen zu lernen. Dass der Lernprozess so lange dauert, liege dabei an institutionellen Schranken. Laut dieser Interpretation sei zu erwarten, dass das Equity Premium Puzzle sich im Lauf der Zeit selbst auflöst.